# スポーツカイト

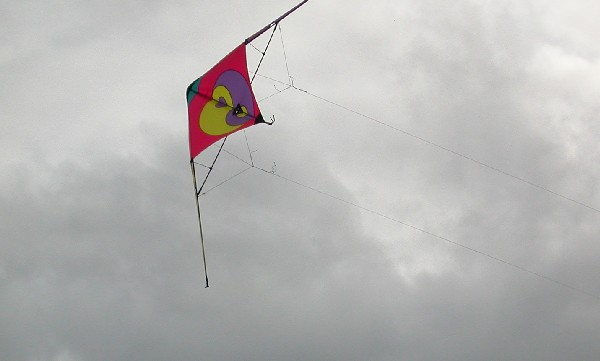
空を舞うデュアルラインカイト

スポーツカイト（英: Sport kite）は、野外で行う、独特の凧を用いたスカイスポーツである。
スポーツカイトの起源は、古代中国や近年では第二次世界大戦時のアメリカ海軍の射撃練習用の標的から派生したと云われており、スタントカイトとも呼ばれている。
2本のラインからなるデュアルラインカイト、4本のラインからなるクワッドラインカイトなどがあり、2本ないし4本のラインを操り、自由自在に操作できる点が普通の凧（1本ライン）と異なる点である。
飛行スピードはデルタ型の速いもので100 km/h以上、大型のパワーカイトでは海上でサーフボードに乗ったヒトを軽々と引っ張る力を持っている。
超微風用から強風用まであらゆるウインドレンジに対応したタイプのものが市販されており、素材のセールはパラグライダーなどでも使われているリップストップナイロン、ロッドはカーボンファイバーなどが使用され軽量化が図られている。
アメリカ合衆国（主にハワイや西海岸など）では、競技会が盛んに行われており、日本でも競技協会（AJSKA）があり、競技会も行われているが、競技人口は極めて少ない。競技会ではソロ、ペア、チームなどで音楽に合わせ操作（マヌーバー）を行い、採点により順位が決定される。